# Akindji

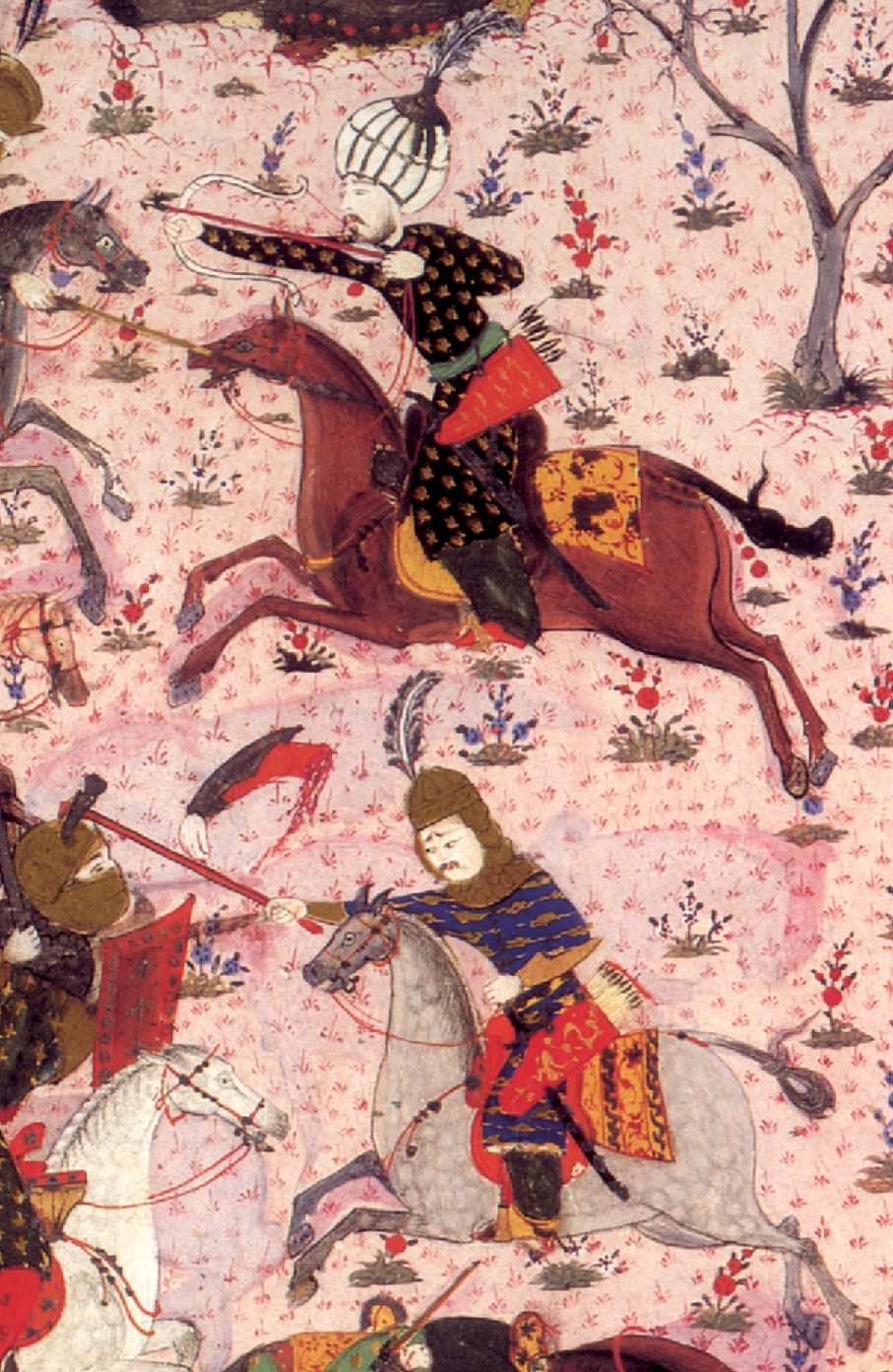
Akindji à la Bataille de Mohács (1526).

L'Akindji  (en turc ottoman : آقنجى, littéralement les « faiseur de raids ») était une unité irrégulière de cavalerie légère, faisant office d'éclaireur ou troupe de première ligne de l'armée ottomane. Lorsque les ghazis turcs ont été incorporés au service du Sultan, ils ont également été appelés de cette manière. Ils constituaient un des premiers contingents à faire face aux armées ennemies, ce qui leur procura une renommée due à leurs prouesses sur le champ de bataille. Non rémunérés, ils vivaient des pillages et
razzias sur les frontières de l'Empire ou dans les villes nouvellement conquises.

## Histoire
Dans la bataille, leur rôle principal était d'agir comme première ligne contre les forces ennemies, afin
de défaire leurs positions, de les démoraliser et de créer un état de confusion et de choc.
Ils touchaient essentiellement l'ennemi avec des flèches, quand ils étaient attaqués en mêlée, ils
reculaient, toujours en tirant. Ils pouvaient facilement dépasser en vitesse la cavalerie lourde en
raison de leur faible armement et de leurs chevaux élevés pour leur rapidité et non pour leur force. Ils
portaient une épée ou une lance, un bouclier et une hache de guerre, afin qu'ils 
puissent se battre en mêlée. Dans certaines campagnes ottomane, comme lors de la Bataille de Corbavie, 
les Akindjis furent les seuls soldats déployés, sans même besoin d'infanterie ou de cavalerie lourde.
Leur grande mobilité fut utilisée pour la reconnaissance et comme force d'avant-garde pour terroriser la
population locale avant l'arrivée de l'armée ottomane. Étant une milice irrégulière, ils n'étaient
pas liés aux traités de paix, ils pouvaient en conséquence mener des raids dans les villages, garnisons,
forteresses et postes de garde frontaliers, harcelant l'ennemi et prenant connaissance de ses points
faibles en matière de défense.
Ils attaquaient également les routes de commerce pour couper l'approvisionnement et le négoce de
l'ennemi.
Les Akindjis possédaient d'illustres familles, comme les Malkoçoğlu, Turhanlı, Ömerli, 
Evrenosoğlu, et Mihalli. Ces dernières descendaient de guerriers tribaux turkmènes et de
Ghazis du premier Sultan ottoman Osman Ier.
Des aventuriers, soldats, mercenaires, derviches guerriers et civils cherchant fortune joignaient également
les rangs des Akindjis.

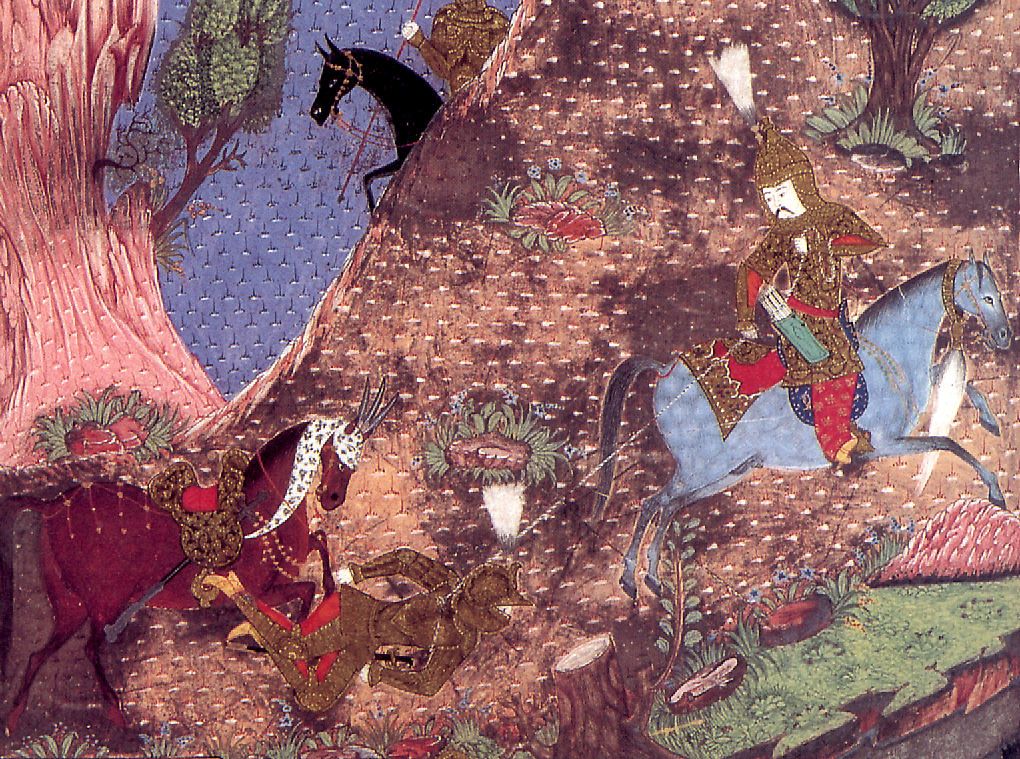
Akindji combattant un chevalier hongrois.

Les Akindjis avaient l'habitude de porter des vêtements colorés afin de choquer et confondre leurs
adversaires. Ils garnissaient également de plumes d'aigles leurs équipements faisant face à leurs dos
(tradition qui fut imitée par les hussards ailés de cavalerie polonaise plus tard), portaient des
casques avec des cornes de taureaux, des manteaux en peau de léopard.
En raison de leur apparence inhabituelle et de leur stratégie courageuse, voire suicidaire dans la bataille,
les Akindjis étaient populairement surnommés les "deliler" (en turc : "les fous" ) et
"erdengeçtiler" (en turc : "celui qui a déjà donné sa tête à l'ennemi" ).

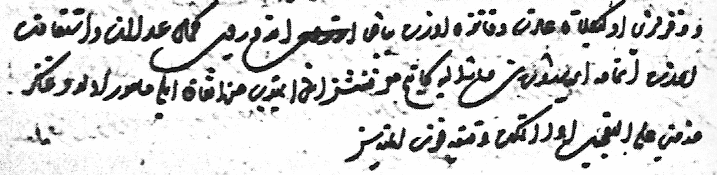
Lettre de recrutement d'un Akindji.

Le "système Akindji" joua un rôle important dans l'établissement de l'Empire ottoman et l'expansion
territoriale rapide en Europe. Il fut effectif du XIVe au XVIe siècle, il commença à décliner à la fin du
XVIe siècle.
De 1600 à 1700 les nomades Tatars et Nogaïs du Khanat de Crimée servirent d'Akindji à 
l'Empire.
Après la stagnation des conquêtes européennes des Sultans, les Akindji devinrent inutiles, sans terre
à conquérir ni à piller, cette classe guerrière disparut lentement.
Après la modernisation de l'armée ottomane, les Akindji ne furent officiellement plus reconnus.
Cependant, les derniers Akindji restants existèrent jusqu'au XIXe siècle dans les provinces balkaniques,
au même titre que les guerriers irréguliers bachi-bouzouks.

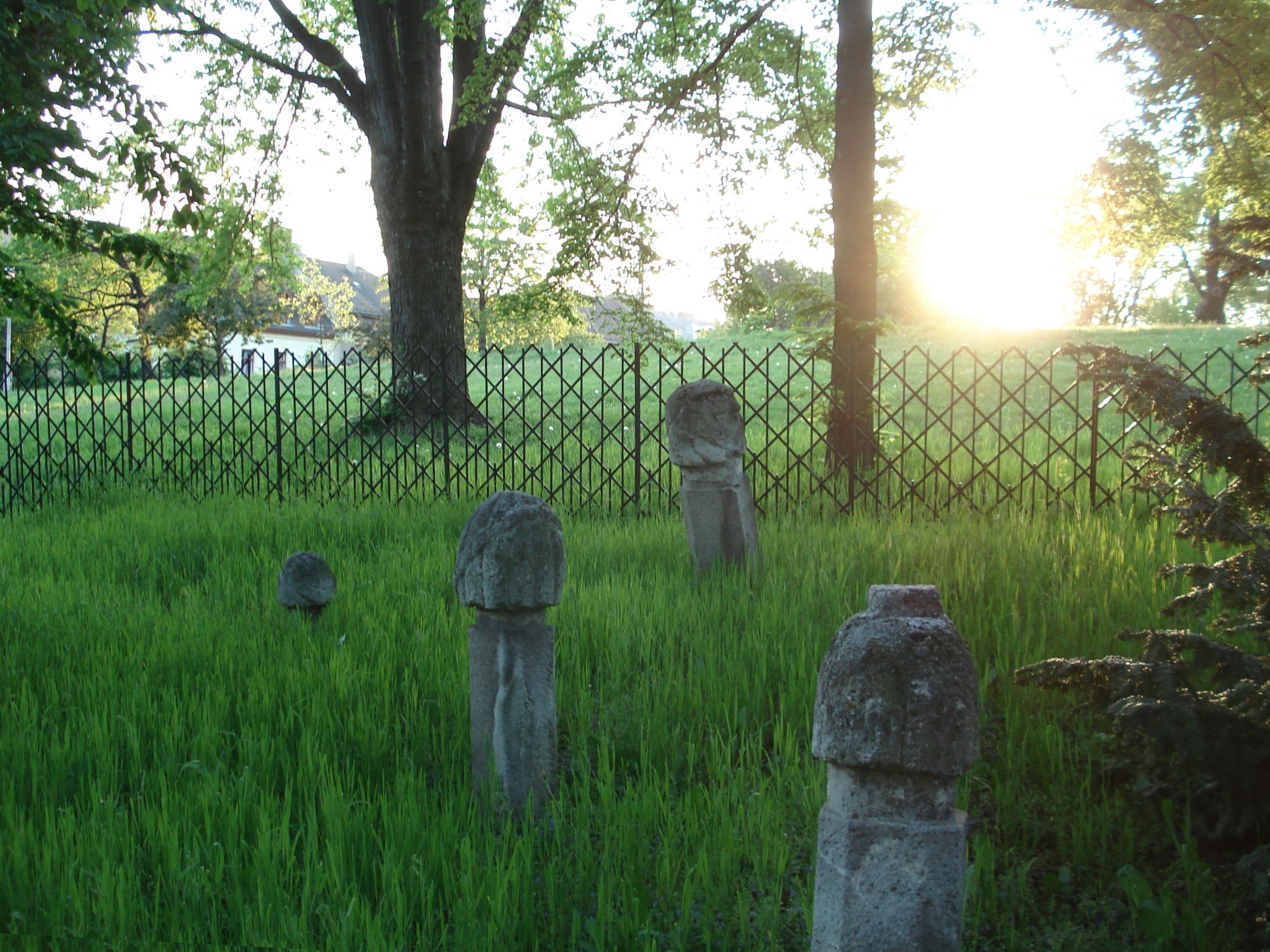
Cimetière d'Akindji à Budapest.

## Dans la littérature
Le style de vie, les batailles et les razzias des Akindji formaient un sujet romantique et fantaisie 
dans la littérature et la musique populaire ottomane. Le "Serhad türküleri " ou
"Chansons folkloriques frontalières" est une sous-catégorie de la musique folklorique ottomane narrant
les raids, les combats, les liaisons amoureuses des guerriers, ainsi que des odes à leur hommage; comme "Alisimin Kaslari Kara" (en turc : "Mon Ali avait des Sourcils Noirs" ) et "Estergon Kalasi" (en Turc : "le château d'Esztergom" ).
Dans la période moderne du revivalisme romantique, les auteurs turcs ont aussi écrit des poésies avec autour des Akindjis, "akıncılar" de Yahya Kemal en est un exemple.
Dans la nouvelle L'Ombre du Vautour de  Robert E. Howard, Sonya la Rousse est aux prises avec les akindjis de Soliman le Magnifique.